# Éric Cyr
Éric Cyr (né le 11 février, 1979 à Montréal, Québec, Canada) est un ancien lanceur ayant évolué dans les Ligues majeures de baseball.

## Carrière
Il a été repêché par les Padres de San Diego en 30e ronde du repêchage de 1998. Il a fait ses débuts dans les ligues majeures en 2002 avec les Padres. Il a joué 5 matchs cette année-là et s'est mérité une fiche de 0-1 avec une moyenne de points alloués de 10.50 en 6 manches de jeu.
Il était membre de l'équipe canadienne qui a participé aux Jeux Olympiques de 2004 à Athènes et qui a terminé la compétition en 4e place.
Il a été sélectionné par l'équipe canadienne pour participer aux Championnats du Monde de 2006 (WBC), mais quelques jours avant le début du tournoi, il a signé un contrat professionnel avec les Uni-President Lions de la ligue de Taïwan. Lorsqu'il a quitté les Lions en septembre 2006, il avait une fiche de 9 victoires (dont 2 blanchissages), 5 défaites et une moyenne de points mérités de 2.52 en 128,2 manches de travail.
Toujours en 2006, il a lancé un match avec les Capitales de Québec de la Ligue Can-Am de Baseball et n'a accordé que 4 coups sûrs et aucun but sur balles en 8 manches de travail. Il a par la suite quitté l'équipe pour se joindre à l'équipe nationale du Canada afin de se qualifier pour les Jeux Olympiques de 2008 à Pékin en Chine. 
Pour la saison 2007, Cyr a signé un contrat des ligues mineures avec les Dodgers de Los Angeles mais n'a pas joué avec cette équipe.
Au début de l'année 2009, il a annoncé qu'il planifiait de se joindre aux Expos de Sherbrooke, une équipe de la Ligue senior élite du Québec. 